# Chaima Trabelsi
Chaima Trabelsi (sinh ngày 11 tháng 3 năm 1982) là một người đi bộ người Tunisia. Cô thi đấu trong cuộc đua đi bộ 20 km.
Tại cả Đại hội Thể thao toàn châu Phi năm 2007 và 2011, Trabelsi đã giành huy chương vàng trong nội dung đi bộ 20 km.

## Kỷ lục cuộc thi
| Năm                  | Giải đấu                     | Địa điểm              | Thứ hạng             | Nội dung             | Chú thích            |
| Representing Tunisia | Representing Tunisia         | Representing Tunisia  | Representing Tunisia | Representing Tunisia | Representing Tunisia |
| -------------------- | ---------------------------- | --------------------- | -------------------- | -------------------- | -------------------- |
| 1999                 | African Junior Championships | Tunis, Tunisia        | 1st                  | 20 km walk           | 26:04.45             |
| 2006                 | African Championships        | Bambous, Mauritius    | 5th                  | 20 km walk           | 1:48:53              |
| 2007                 | Arab Championships           | Amman, Jordan         | 1st                  | 10 km walk           | 50:06.0              |
| 2007                 | All-Africa Games             | Algiers, Algeria      | 1st                  | 20 km walk           | 1:49:13              |
| 2007                 | Pan Arab Games               | Cairo, Egypt          | 1st                  | 10,000 m walk        | 53:52.0              |
| 2008                 | African Championships        | Addis Ababa, Ethiopia | 8th                  | 20 km walk           | 1:43:54              |
| 2009                 | World Championships          | Berlin, Germany       | 31st                 | 20 km walk           | 1:39:50              |
| 2009                 | Jeux de la Francophonie      | Beirut, Lebanon       | 1st                  | 10,000 m walk        | 48:27                |
| 2009                 | Arab Championships           | Damascus, Syria       | 1st                  | 10 km walk           | 49:09.7              |
| 2010                 | World Race Walking Cup       | Chihuahua, Mexico     | –                    | 20 km walk           | DNF                  |
| 2010                 | African Championships        | Nairobi, Kenya        | 2nd                  | 20 km walk           | 1:35:33              |
| 2011                 | World Championships          | Daegu, South Korea    | 40th                 | 20 km walk           | 1:46:29              |
| 2011                 | All-Africa Games             | Maputo, Mozambique    | 1st                  | 20 km walk           | 1:40:35              |
| 2011                 | Pan Arab Games               | Doha, Qatar           | 1st                  | 10,000 m walk        | 48:17.91             |
| 2012                 | World Race Walking Cup       | Saransk, Russia       | 77th                 | 20 km walk           | 1:47:40              |
| 2012                 | African Championships        | Porto Novo, Benin     | –                    | 20 km walk           | DNF                  |